# Грузька (притока Нагольної)
Грузька  — річка в Україні на території Ровеньківської міськради Луганської області. Ліва притока річки Нагольної (басейн Азовського моря).

## Опис
Довжина річки 11 км, похил річки 8,2 м/км  площа басейну водозбіру 42,0 км², найкоротша відстань між витоком і гирлом — 9,77  км, коефіцієнт звивистості річки — 1,13 . Формується декількома балками та загатами.

## Розташування
Бере початок на західній стороні від села Зеленопілля. Тече переважно на північний захід і у селі Платонівка впадає у річку Нагольну, ліву притоку річки Міусу.

## Цікаві факти
- Біля витоку річки на східній стороні на відстані приблизно 1 км пролягає автошлях М03[4] (автомобільний шлях міжнародного значення на території України, Київ — Харків — КПП Довжанський (державний кордон з Росією)).
- У XX столітті на річці існували молочно-, та птице-тваринні ферми (МТФ, ПТФ)[2].